# Anatomski strojevi
Anatomski strojevi (tal. macchine anatomiche) par su anatomskih modela koji reproduciraju ljudski krvožilni sustav, a izloženi su u kapeli Sansevero u Napulju. Nastale u drugoj polovici 18. stoljeća, konstruirane su preko muškog i ženskog ljudskog kostura. Reprodukcija sustava posuda oblikovana je od metalne žice, voska i svile, no zbog bogatstva detalja dugo se vjerovalo da je prirodnog podrijetla.

## Povijest
Modele je naručio Raimondo di Sangro, princ od Sansevera, a realizirao Giuseppe Salerno, anatom iz Palerma, oko 1763. Ugovor, pronađen u notarskom arhivu u Napulju, navodi da je di Sangro Salernu opskrbio metalnu žicu i vosak za posao.
Prvi put su detaljno opisani u Breve Nota (kratka bilješka), vodiču iz 18. stoljeća za Palazzo di Sangro i njezinu kapelu. Također objašnjava postojanje trećeg stroja, fetusa s posteljicom: bio je izložen zajedno s druga dva stroja do 1990-ih, kada je ukraden. Modeli su prvo bili smješteni u tzv. appartamento della fenice (Feniksov stan) u Palazzo di Sangro, gdje ih je 1775. vidio markiz de Sade, a u kapelu su premješteni tek nakon prinčeve smrti.
Iznimni detalji u reprodukciji krvožilnog sustava stoje iza popularne legende, na koju se upućuje u gore spomenutom vodiču i koju također citira Benedetto Croce, govoreći da su dva stroja stvorena alkemijskim eksperimentom koje je proveo Sansevero na dvojici slugu dok su još bili živi, ubrizgavajući u njihovo tijelo spoj na bazi živog srebra koji bi njihovu krv pretvorio u metal, čuvajući krvožilni sustav nakon smrti. Prema eseju Sergia Attanasia, profesora povijesti arhitekture, princ nije bio izravno uključen u stvaranje dva modela, ali ih je kupio izravno od Salerna nakon što su bili dovršeni.
Godine 2008. vlasnici su ovlastili skupinu istraživača s University College London da analiziraju modele u kapeli. Otkrili su da su kosturi pravi ljudski, dok je model krvnih žila izrađen metalnom žicom, obojenim voskom i svilom, koristeći tehnike uobičajene za anatomske studije tog vremena, bez dokaza u korist popularnih legendi. Prema njihovim nalazima, modeli sadrže neke greške u reprodukciji krvožilnog sustava, koje nazivaju nespojivima sa životom. Još jedna analiza koju je 2014. proveo liječnički tim iz Ospedale San Gennaro u Napulju potvrđuje autentičnost dvaju kostura i greške u reprodukciji krvožilnog sustava, ali ih smatra spojivim sa životom. Također su pohvalili točnu reprodukciju koronarnog sustava, unatoč nedostatku znanja o tome u to vrijeme.

## Opis
Dva kostura nalaze se u cavea sotterranea kapele, unutar staklenih vitrina. Izvorni položaj ženskog kostura, na platformi koja omogućuje promatranje sa svih strana, sugerira da su modeli bili namijenjeni kao zanimljivi objekti, kao i modeli za proučavanje ljudske anatomije. Dvije su lubanje prepiljene, a dobiveni dijelovi su držani zajedno kroz metalne šarke, što je omogućilo otvaranje. Zdjelica ženskog kostura pokazuje prijelome kompatibilne s porođajnim ozljedama, što sugerira da je žena možda umrla dok je rađala dijete. Kosti su spojene metalnim žicama i čavlima, a neke od njih nisu na svom mjestu.
Do nogu ženskog kostura bio je položen fetus koji je, prema di Sangru, umro zajedno s majkom tijekom poroda. Sačuvan je s iznimnom pažnjom, zajedno s posteljicom i pupkovinom, a ukraden je devedesetih godina prošlog stoljeća.

## Daljnje čitanje
- Benedetto Croce. 1967. Storie e leggende napoletane. Laterza
- Benedetto Croce. 1948. Scritti di storia letteraria e politica. 11–12. Laterza Editore